# Ковальчук Марія Іванівна
Марія Іванівна Ковальчук (нар. 26 листопада 1926, село Бишків, Польща, тепер Жовківського району Львівської області — ?) — українська радянська діячка, новатор сільськогосподарського виробництва, ланкова колгоспу імені Лесі Українки Магерівського (Жовківського) району Львівської області. Депутат Верховної Ради УРСР 4-го скликання.

## Біографія
Народилася в селянській родині. Працювала в сільському господарстві.
З кінця 1940-х років — колгоспниця, а з 1952 року — ланкова колгоспу імені Лесі Українки села Нова Кам'янка Магерівського (тепер — Жовківського) району Львівської області. Відзначалася вирощуванням високих врожаїв льону, збирала по 9,83 центнера волокна льону з кожного гектара.
Член КПРС з 1956 року.
З 1960-х років — ланкова колгоспу «Молода гвардія» села Бишків Нестеровського (Жовківського) району Львівської області. Вирощувала високі врожаї цукрових буряків, льону та картоплі.
Потім — на пенсії в селі Бишків Жовківського району Львівської області.

## Нагороди
- орден Леніна
- два ордени Трудового Червоного Прапора
- два ордени «Знак Пошани» (30.04.1966,)
- медалі